# سیارک ۲۶۶۵۶
سیارک ۲۶۶۵۶ (به انگلیسی: 26656 Samarenae، نامگذاری:2000SN160)۲۶۶۵۶مین سیارک کشف شده‌است که در ۲۷ سپتامبر ۲۰۰۰ کشف شد.